# 阿翁
阿翁（法語：Avon，法語發音：[avɔ̃] ⓘ）是法国塞纳-马恩省的一个市镇，位于该省西南部，属于枫丹白露区。

## 地理
阿翁（48°24'32"N, 2°43'30"E）面积3.83 平方千米，位于法国法蘭西島大區塞纳-马恩省，该省份为法国北部内陆省份，北起瓦兹省，西接埃松省、马恩河谷省、塞纳-圣但尼省和瓦兹河谷省，南至卢瓦雷省，东南接约讷省，东临马恩省和奥布省，东北接埃纳省。
与阿翁接壤的市镇（或旧市镇、城区）包括：塞纳河畔萨穆瓦、萨莫罗、托姆里、枫丹白露。

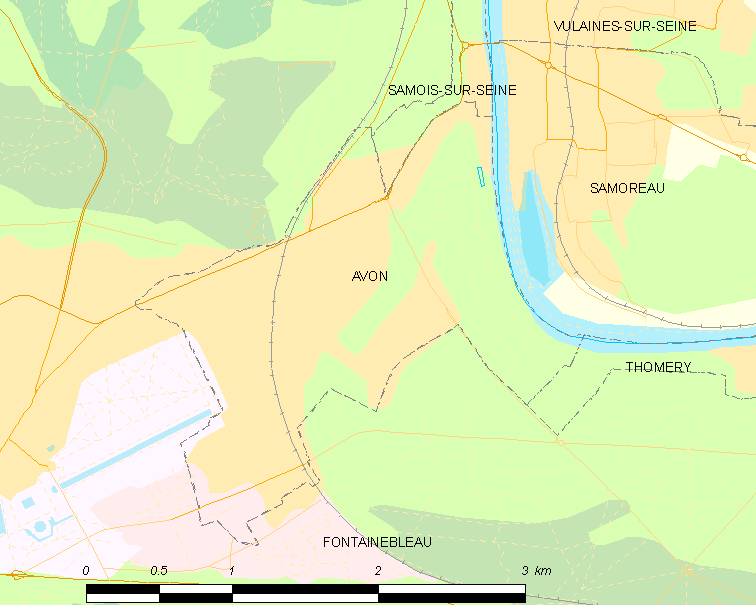
阿翁的OSM定位图

阿翁的时区为UTC+01:00、UTC+02:00（夏令时）。

## 行政
阿翁的邮政编码为77210，INSEE市镇编码为77014。

## 政治
阿翁所属的省级选区为枫丹白露县。

## 人口

1962-2008年间阿翁人口变化图示

阿翁于2022年1月1日时的人口数量为13526人。